# Die verkaufte Prinzessin
Die verkaufte Prinzessin ist ein deutscher Märchenfilm von Matthias Steurer aus dem Jahr 2023. Er wurde im Auftrag des BR für die ARD-Reihe Sechs auf einen Streich produziert. Es ist die erste Produktion der Märchenfilmreihe, die nicht auf einer konkreten Vorlage beruht. Das Drehbuch von Su Turhan lehnt sich an bayerischen Sagen an.

## Handlung
Das Mädchen Melisa verkleidet sich als Mann unter dem Namen Mathis, um Bergmann zu werden, wie ihr Großvater. Deshalb wandert sie zum Bergwerk des Fürsten Ingolf. Als sie dort ankommt, stellt sie fest, dass es geschlossen ist. Ein Bergmann steht auf einmal hinter ihr und kommt ihr unfreundlich entgegen. Sie begegnet ihm mit Mut und Entschlossenheit, zeigt den Pickel und ein Empfehlungsschreiben ihres Großvaters. Der Bergmann weiß aber auch nicht, warum das Bergwerk geschlossen ist, so dass Melisa weiterzieht. Der Bergmann murmelt ihr hinterher: „Sonderbares Menschenkind!“
Im Schloss des Fürsten spielt die Prinzessin Sophia mit ihrem Jugendfreund das Hufeisenspiel. Er gewinnt. Das Spiel wird unterbrochen, als die Hofdame Marie die Prinzessin abholt, um sie umzukleiden und ihrem Vater vorzustellen, der etwas zu verkünden hat. Fürst Ingolf kränkelt seit einiger Zeit und verbringt viel Zeit mit seinem Leibarzt, der ununterbrochen bemüht ist, neue Therapien zu erfinden.
Auf dem Berg steht ein Bauernehepaar vor einem Grab mit einem Kreuz und trauert. Als Melisa dazu kommt, entfernt sich das Paar schnell. Melisa hält sie auf und erzählt, dass sie gerade vom Bergwerk kommt. Das Paar ist erstaunt, denn niemand kommt lebendig vom Bergwerk zurück, außer der Berggeist Mehrich. Der kann jede Gestalt annehmen, so dass das Paar glaubt, Melisa sei Mehrich. Diese antwortet schnell, dass sie wohl eher Mehrichs Sohn sein könnte. Sie erzählt wieder, dass sie Bergmann werden will und fragt noch mal, warum das Bergwerk geschlossen ist. Sie erfährt, dass nur die Fürstenfamilie den Grund kennt, und entschließt sich, den Fürsten selbst zu fragen.
Im Schloss stehen Sophia und ihr Zwillingsbruder Berthold vor der Tür ihres Vaters. Sie haben sich umgekleidet und sind guter Dinge, denn ihrem Vater geht es besser. Vor dem Bild ihrer verstorbenen Mutter stehen sie andächtig.
Fürst Ingolf hängt an einer Apparatur seines Arztes, empfängt seine Kinder. Es geht um das Bergwerk, das nach einem Unfall mit vielen Toten geschlossen ist. Es gibt aber noch sehr viel Gold im Berg. Graf Rudolf, der Zwillingsbruder von Fürst Ingolf, ist wild entschlossen, das Bergwerk wieder zu öffnen. Auch Berthold ist dafür. Fürst Ingolf will aber warten, bis Mehrich ein Zeichen gibt. Außerdem will er seiner Tochter den Thron übergeben, da sie die Erstgeborene ist. Berthold reagiert eifersüchtig und wird von seinem Vater ermahnt. Sophia und Berthold sollen in die Reichsstadt fahren und dort den Empfang des Königs vorbereiten. Beide fahren in einer Art Automobil. Berthold fährt, weil er eine Abkürzung kennt.
Graf Rudolf boxt mit seinem Diener und prahlt mit seinen Plänen.
Sophia und Berthold werden von vier Räubern überfallen, Berthold bekommt einen Sack über den Kopf und wird mitgenommen. Melisa kommt hinzu und befiehlt im Namen Mehrichs, Sophia freizulassen. Blitz und Donner unterstreichen ihre Worte, so dass die Räuber fliehen.
In der nächsten Szene stehen die Räuber mit Berthold zusammen, und man erfährt, dass Berthold den Überfall inszeniert hat, um seine Schwester loszuwerden.
Diese ist mit Melisa zusammen. Sie schenkt ihr eine Kette als Dank für ihre Hilfe, bemerkt dabei, dass Melisa ein Mädchen ist. Sie rät ihr, vorsichtiger zu sein. Berthold findet Sophia und Melisa, Bruder und Schwester wollen ihre Reise fortsetzen, Melisa wandert derweil zum Fürsten. Als sie weg ist, kommen nochmals die vier Räuber aus dem Unterholz.
Melisa setzt ihre Reise zu Fuß fort, wird von einer Mücke gestochen und begegnet einer Kräuterfrau. Die überlässt ihr einen Stengel Spitzwegerich, um den Mückenstich zu beruhigen und erwähnt das große Herz des Großvaters. Melisa wird traurig, setzt ihren Weg fort. Die Kräuterfrau flüstert ebenfalls „Sonderbares Menschenkind!“.
Inzwischen ist Berthold wieder im Schloss und erzählt seinem Onkel Rudolf, dass Sophia in einer Burgruine festgehalten wird. Er verspricht seinem Onkel, dass er nach der Thronbesteigung das Bergwerk wieder öffnen wird und das Gold dem Fürstentum zu altem Glanz verhelfen wird. Berthold lässt sich eine Verletzung zufügen, damit seine Geschichte glaubwürdiger wird.
Sophia ist im Quartier der Räuberbande. Deren Anführerin Medusa will sie und weitere Gefangenen an Menschenhändler verkaufen und nach Übersee verschiffen lassen.
Melisa kommt im Schloss an und will zum Fürsten. Die Hofdame will sie hinführen.
Berthold erzählt seinem Vater von dem Überfall und von der Entführung Sophias.
Melisa wird von den Wachen aufgegriffen und dem Fürsten vorgeführt. Berthold lügt und behauptet, dass Melisa einer der Entführer wäre. Als Beweis weist er auf die Kette Sophias, die Melisa um den Hals trägt. Der Fürst übergibt Melisa dem Kerkermeister, der sie zum Reden über den Aufenthaltsort Sophias bringen soll. Dieser will mit der Folter beginnen, wird aber von einem weißen Nebel gestört, in dem Melisa entkommt. Sie kleidet sich wieder als Mädchen und entkommt im Wagen eines Apfelbauern, der ihr auch den Weg zu der Räuberbande zeigt. Wieder ist Mehrich am Werk.
Graf Rudolf versucht, seinen Bruder zu überzeugen, dass Berthold als Nachfolger des Fürsten die bessere Wahl sei. Dieser bleibt aber bei seiner Entscheidung, Sophia den Thron zu übergeben. Rudolf erfährt von Melisa als Zeugen des Überfalls und tadelt Berthold, der ihm nichts davon erzählt hat.
Melisa findet Sophia in der Burgruine, befreit sie und die anderen Gefangenen. Sie erzählt ihr von den Intrigen ihres Onkels und ihres Bruders. Sophia will ihr nicht glauben und geht.
Mehrich zeigt sich Melisa in einer neuen Gestalt, gibt sich als Berggeist zu erkennen. Er ermutigt sie, an ihren Plänen festzuhalten und versetzt sie in das Schlafgemach von Sophia. Als deren Bruder Berthold hereinkommt, versteckt sie sich. Berthold gibt zu, dass er und Graf Rudolf die Drahtzieher der Entführung sind, fordert sie auf, auf den Thron zu verzichten oder als Gouvernante nach Indien zu gehen. Sophia fordert eine Stunde Bedenkzeit.
Sophia und Melisa sprechen sich aus und verstehen sich wieder. Melisa ermutigt Sophia, ihr Amt anzunehmen und eine gute Fürstin zu sein. Sophia sucht sofort ihren Vater auf, um ihre Entscheidung mitzuteilen. Sie trifft aber nicht auf ihren Vater, sondern auf Graf Rudolf, der den verordneten Schlaf seiner Bruders ausnutzt, um sich in Verkleidung als ihn auszugeben und die Nachfolge des Fürsten bekanntzugeben. Er wird vom Donner Mehrichs gestört. Dabei wird Fürst Ingolf wach und erklärt dann Sophia als seine Nachfolgerin.
Sophia lässt Graf Rudolf in den Kerker werfen, vorher kitzelt Melisa aus ihm heraus, dass er schuld am Einsturz des Bergwerks war, da er das Gold für sich behalten wollte. Sophia verkündet, dass Mehrich unschuldig ist und dass das Bergwerk wieder in Betrieb genommen wird. Das gesamte Volk soll am Gold teilhaben.
Melisa wird Bergfrau und trifft noch mal auf Mehrich, dem sie „ein großes Herz“ zugesteht.

## Dreharbeiten

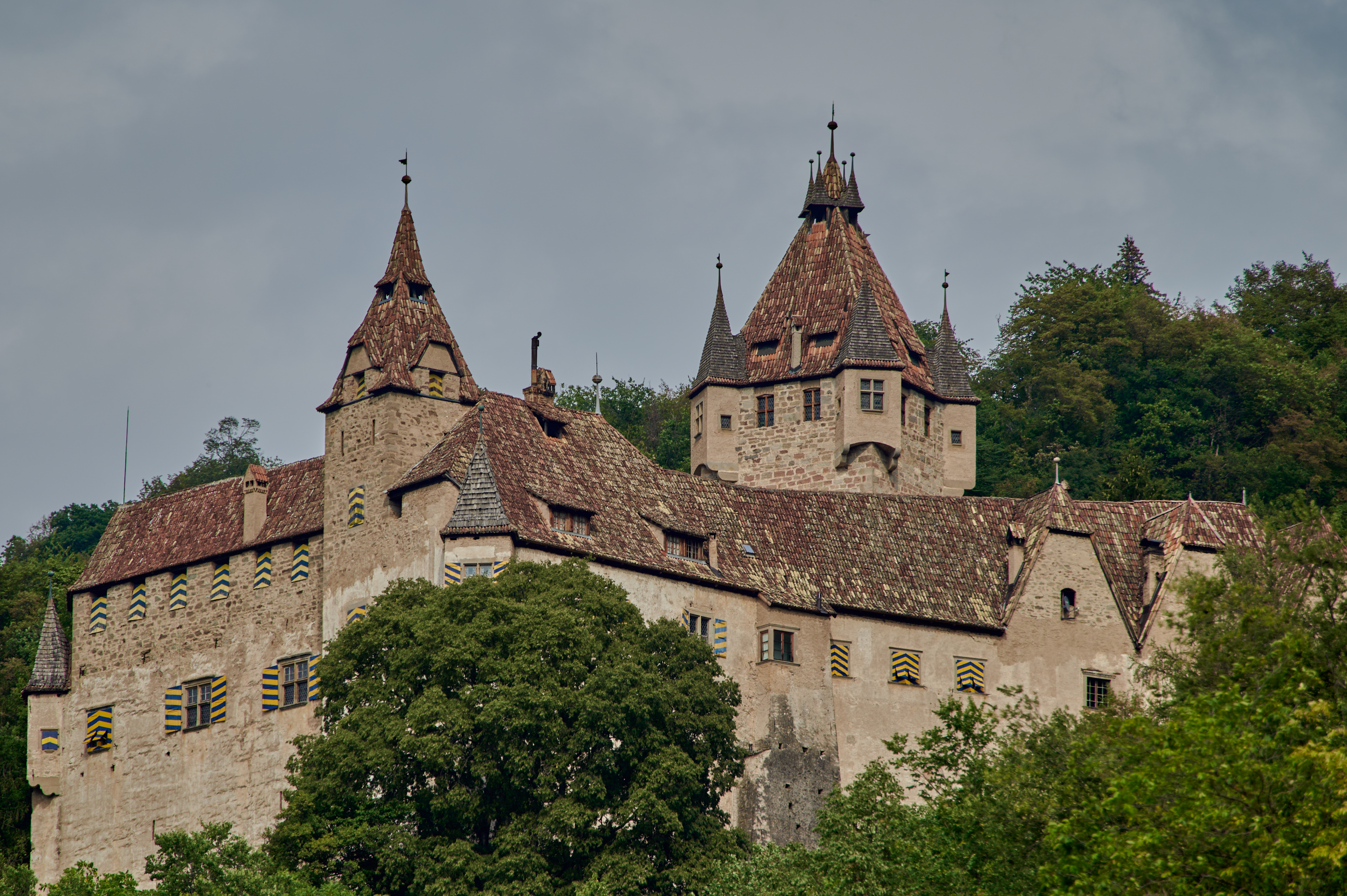
Schloss Enn in Südtirol

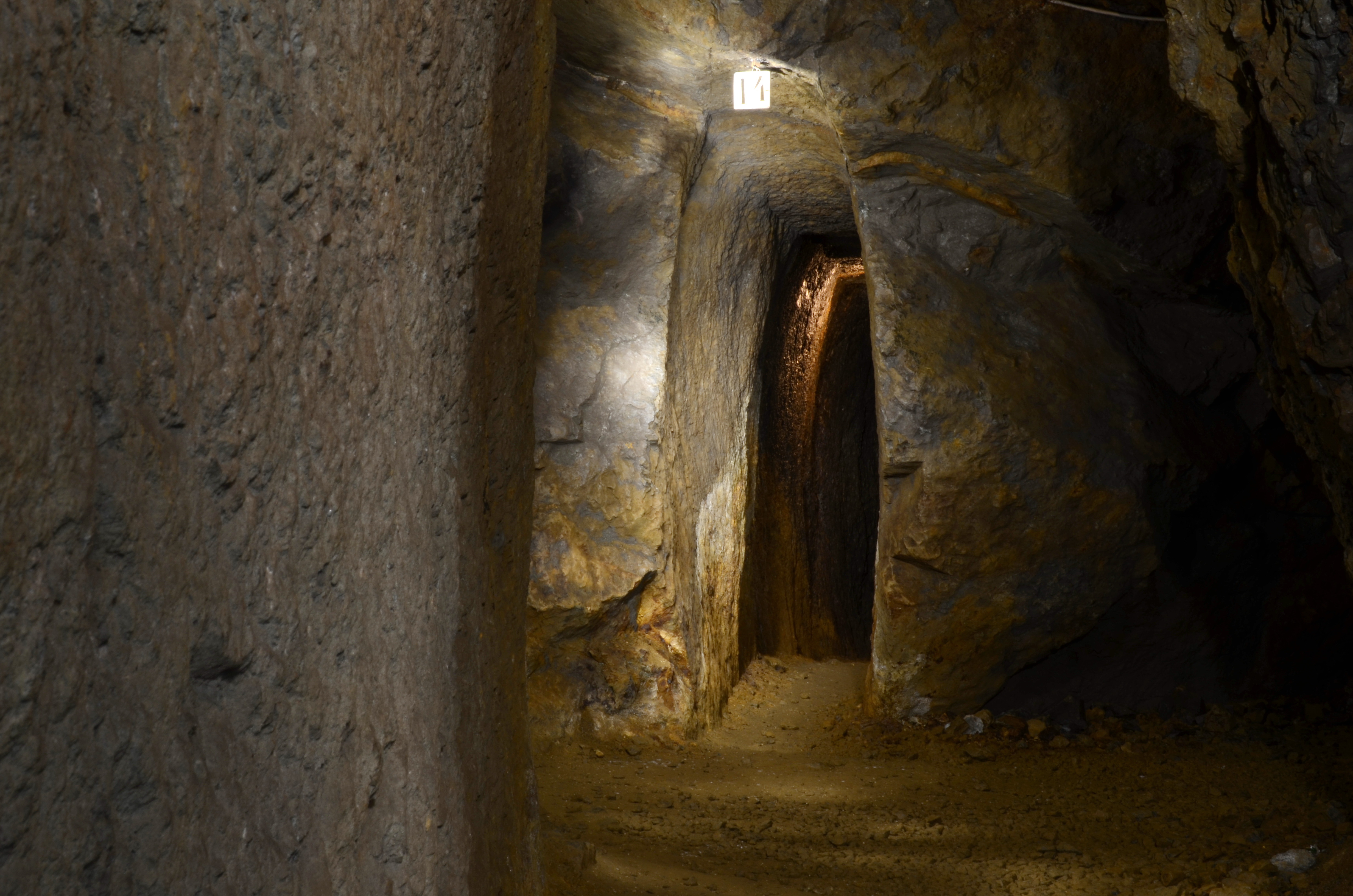
Handgeschlagener Seitenstollen des Elisabeth-Stollens

Die Dreharbeiten zu dem Film fanden im Oktober 2022 in Südtirol statt. Dabei dienten das Schloss Enn, das Museum Bergwerk Villanders im Eisacktal oberhalb von Klausen. TV60Filmproduktion produzierte für den Bayerischen Rundfunk. Die Albolina Film GmbH in Bozen war der Serviceproduzent in Italien.

## Kritiken
Der Deutsche Filmdienst urteilte: „Ein frei nach bayerischen Sagen gedrehter Märchenfilm ohne sonderliches Profil, der mit einfallsarmen Modernisierungen und hölzern auf altmodisch getrimmten Dialogen enttäuscht. Auch die visuelle Gestaltung bleibt weit hinter früheren Verfilmungen der ARD-Reihe ‚Sechs auf einen Streich‘ zurück.“
Oliver Armknecht von film-rezensionen.de meinte, der Film „gibt sich gleich doppelt emanzipatorisch, wenn sich eine Prinzessin und die Enkelin eines Bergmanns mit alten Geschlechterbildern herumplagen. Richtig spannend ist das Ergebnis nicht, märchenhaft auch nicht unbedingt. Die auf Motiven von bayerischen Sagen basierende Geschichte ist einfach nicht interessant genug.“
Für die Frankfurter Rundschau wertete Tilmann P. Gangloff: „Nur auf den ersten Blick kühn ist hingegen die diverse Besetzung: Die Geschwister hatten eine Schwarze Mutter. Aus historischer Sicht ist das gewagt, aber selbst im Rahmen der ARD-Märchen keine völlig neue Idee, vom internationalen Film ganz zu schweigen.“ Die Verfilmung strahlt aber leider „nicht die gewohnte Wärme aus, und das liegt sicher nicht nur an den kühlen Bildern; dem Film mangelt es auch an jener Mischung aus Leichtigkeit und Ironie, die in der Vergangenheit die herausragenden von den durchschnittlichen ARD-Märchen unterschieden hat. “